# Скулптура Позив на устанак
Позив на устанак је назив за неколико скулптура, које је израдио вајар Војин Бакић. Прва је настала 1946. године и постављена је у Бјеловару, док се две касније скулптуре налазе у Београду. Скулптура представља мушкарца у раскораку, који подигнуте десне руке изнад главе и снажно истегнуте леве позива на устанак. Убрзо по постављању скулптура је била препозната као један од најпрепознатљивијих антифашистичких споменика у Југославији.
Првобитни назив скулптуре постављене 1947. године у Бјеловару био је Споменик стрељаним омладинцима, али је временом добио популарни назив Бјеловарац. Назив Позив на устанак добија након постављања ове скулптуре испред музеја „4. јули“ на Дедињу, где је 1941. одржана седница ЦК КПЈ на којој је упућен позив на устанак.

## Историјат
Скулптура „Позива на устанак” настала је 1946. године када су грађани Бјеловара, родног места Војина Бакића, од њега наручили споменик посвећен палим жртвама у Народноослободилачком рату. Приликом израде ове скулптуре, Бакић је поред професионалног имао и лични мотив, јер су четворица његове браће, који су били чланови КП Југославије, 1941. године ухапшени у Бјеловару и одведени у усташки логор Даница, одакле су спроведени у Лику и убијени и логору Јадовно. Према тврдњама самог аутора идеју за израду скулптуре са мотивом мушкарца раширених ногу и у вис подигнутих руку, он је преузео са чувене фотографије настале приликом вешања народног хероја Стеве Филиповића у Ваљеву, 22. маја 1942. године. Приликом израде главе скулптуре, Бакић се ослонио на портрет свог страдалог брата Слободана Бакића.
Наредне 1947. године скулптура је постављена на Споменик стрељаним омладинцима на спомен-гробљу стрељаних бораца и родољуба на висоравни Војновић у Бјеловару. Скулптура борца са одлучно подигнутим рукама и изразом лица које позива на борбени поклич, била је препозната као један од најуспешнијих антифашистичких споменика у Југославији тог доба и Бакић је за њу био награђен годишњом Наградом Владе ФНРЈ. Када је 1950. године, на предлог Савеза бораца НОР, Влада ФНРЈ увела Споменице палих бораца и Споменице жртава фашистичкох терора на плакету Споменице жртава фашистичког терора је била стављена слика ове скулптуре.
Споменик стрељаним родољубима је 1951. године, на предлог Савеза бораца Бјеловара, био премештен на Трг Стјепана Радића у центру Бјеловара. Године 1978. споменик је враћен на првобитну локацију у спомен-парк Борик. Током година, овај споменик је добио колоквијални назив „Бјеловарац”. Након осамостаљења Хрватске од Југославије и почетка грађанског рата, 1991. године, споменик је био миниран и уништен. Преостали делови споменика — глава и шака су били пребачени у Музеј града Бјеловара. Десетак година касније, покренута је иницијатива за обнову овог споменика, а обнова је почела 2009. у Хрватском рестаураторском заводу, где га је поново реконструисао вајар Алан Влахов, рестауратор-конзерватор. Споменик је поново свечано отворио председник Хрватске Иво Јосиповић 8. децембра 2010. године.
Због велике популарности скулптуре она је добила неколико копија. Године 1950. скулптура је постављена испред куће породице Рибникар на Дедињу, у којој је тада отворен музеј „4. јули”. У овој кући је 4. јула 1941. године одржана седница ЦК КПЈ на којој је донета одлука о покретању оружаног устанка и упућен је позив на устанак народима Југославије. Због симболике скулптура тада добија назив „Позив на устанак”. Вероватно исте године, аутор један одливак поклања Војном музеју на Калемегдану. Ова скулптура се првобитно налазила испред тадашње зграде Војног музеја, а данас зграде Завода за заштиту споменика Београда, али је након пресељења Војног музеја у некадашњу зграду Војногеографског института, прмештен у зграду музеја.

## Галерија
- „Бјеловарац“
- Позив на устанак на Дедињу
- Позив на устанак у Војном музеју
- Минијатура споменика у Музеју Југославије
- Минијатура споменика у Музеју сувремене умјетности у Загребу